# گروس پامپاو
گروس پامپاو (به آلمانی: Groß Pampau) یک شهر در آلمان است که در هرتسوگتوم لاونبورگ واقع شده‌است.
 گروس پامپاو  ۱۳۴ نفر جمعیت دارد.